# 美丽线条
《美丽线条》（The Line of Beauty）是阿兰·霍灵赫斯特于2004年出版的小说。这部小说在体裁上与亨利·詹姆斯相似，描述了20世纪80年代玛格丽特·撒切尔执政时期，牛津大学毕业生尼克·盖斯特的生活，同性恋爱经历，以及他同伦敦上层社会的友谊。该书获得了2004年度布克奖。

## 2006年BBC电视剧
这部小说由安德鲁·戴维斯改编成三集电视系列剧，于2006年5月17日起在英国广播公司第二台播出。丹·斯蒂文斯主演尼克·盖斯特，其他演员还有海莉·阿特维尔（Hayley Atwell）、提姆·麦克因纳尼（Tim McInnerny）、艾丽丝·克里奇（Alice Krige）、埃丽兹·杜·特瓦（Elize Du Toit）、肯尼斯·克兰姆（Kenneth Cranham）以及芭芭拉·弗林（Barbara Flynn）。